# Puño de Hierro (personaje)
Puño de Hierro (Daniel Thomas "Danny" Rand) es un superhéroe que aparece en los cómics estadounidenses publicados por Marvel Comics. Creado por Roy Thomas y Gil Kane e inspirado en las películas de kung fu, Puño de Hierro apareció por primera vez en Marvel Premiere #15 (mayo de 1974). El personaje practica artes marciales y posee una fuerza mística conocida como el Puño de Hierro, que le permite invocar y concentrar su chi. Esta habilidad la obtiene de la ciudad de K'un-Lun, que aparece en la Tierra cada 10 años.
El protagonizó su propia serie en solitario en la década de 1970, y compartió el título Power Man y Iron Fist durante varios años con Luke Cage, asociándose con Cage para formar el equipo de superhéroes Héroes de Alquiler. Rand apareció con frecuencia con el dúo Hijas del Dragón, Misty Knight y Colleen Wing, con Rand a menudo visto en una relación con la primera, lo que marca el primer romance interracial en la historia de Marvel Comics. El personaje fue asesinado en 1978 y finalmente revivido en 1991. Danny Rand ha protagonizado numerosos títulos en solitario desde entonces, incluido The Immortal Iron Fist, que amplió su historia de origen y la historia de Iron Fist. Esta serie establece que hay una larga tradición de encarnaciones de Iron First en el Universo Marvel, y que Danny Rand es solo el más reciente. Una serie limitada de cinco números, escrita por Alyssa Wong y con arte de Michael YG, se lanzó en febrero de 2022 y reveló a Lin Lie como el nuevo Puño de Hierro y Rand en un papel secundario.
Puño de Hierro ha sido adaptado para aparecer en varias series animadas de televisión y videojuegos. Finn Jones interpreta al personaje de la serie de televisión de acción en vivo Marvel Cinematic Universe, Iron Fist (2017–2018), The Defenders (2017) y la segunda temporada de Luke Cage. Otras encarnaciones de Puño de Hierro han aparecido en las series de Marvel Studios Animation, What If...? (2024) y Eyes of Wakanda (2025).

## Historial de publicación
Puño de Hierro, junto con el anteriormente creador, Shang-Chi, Maestro del Kung Fu, vino de Marvel Comics durante una tendencia de la cultura pop estadounidense a principios y mediados de los años 70 de los héroes de las artes marciales. El escritor y cocreador Roy Thomas escribió en un artículo de texto en el estreno Marvel Premiere #15 el origen y la creación de Puño de Hierro se deben en gran medida al personaje de Bill Everett, John Aman, The Amazing-Man, creado en 1939. Thomas escribió más tarde que él y el artista / cocreador Gil Kane tenía

... comencé "Puño de Hierro" porque había visto mi primera película de kung fu, incluso antes de que saliera una de Bruce Lee, y tenía una cosa llamada "la ceremonia del Puño de Hierro". Pensé que era un buen nombre, y ya teníamos al Maestro del Kung Fu, pero pensé: "Tal vez un superhéroe llamado Puño de Hierro, aunque teníamos a Iron Man, sería una buena idea". [Editor] A Stan [Lee] le gustó el nombre, así que me hice con Gil y él introdujo sus influencias de Amazing Man, y diseñamos el personaje juntos...

La película mencionada por Thomas es King Boxer, también conocida como Five Fingers of Death (1972), que presenta la técnica Puño de Hierro.

## Historia

### Antecedentes
Daniel Rand nació en la ciudad de Nueva York. Su padre, Wendell Rand, cuando era un niño pasó por la mística ciudad de K'un-L'un. Durante su tiempo en K'un L'un, Wendell salvó la vida del gobernante de la ciudad, Lord Tuan, y fue adoptado como el hijo de Tuan. Sin embargo, Wendell eventualmente dejó K'un L'un y se convirtió en un rico empresario en los Estados Unidos. Se casó con la mujer de la alta sociedad Heather Duncan y tuvo un hijo: Daniel.
Wendell más tarde organiza una expedición para volver a buscar a K'un-L'un, llevando a su esposa Heather, su socio de negocios Harold Meachum y Danny de nueve años. Durante el viaje por la montaña, Danny se desliza fuera del camino, su cuerda de lazo se lleva a su madre y padre con él. Meachum, que también ama a Heather, obliga a Wendell a zambullirse hasta la muerte, pero se ofrece a rescatar a Heather y Danny. Ella rechaza su ayuda. Heather y Danny encuentran un puente improvisado que aparece de la nada y son atacados por una manada de lobos. Heather se arroja sobre los lobos para salvar a Danny y es asesinada incluso cuando los arqueros de K'un intentan salvarla. Los arqueros llevan al afligido Danny a ver a Yu-Ti, el gobernante encapuchado de K'un L'un. Cuando Danny expresa su deseo de venganza, Lei Kung, el Tronador, que le enseña artes marciales.
Danny demuestra ser el más talentoso de los estudiantes de Lei Kung. Él endurece sus puños metiéndolos en cubos de arena, grava y roca. A los 19 años, Danny tiene la oportunidad de alcanzar el poder del Puño de Hierro luchando y derrotando al dragón Shou-Lao el Inmortal, quien guarda el corazón derretido que había sido arrancado de su cuerpo. Adivinando que el corazón le da energía a Shou-Lao a través de la cicatriz en forma de dragón en su pecho, Danny cubre la cicatriz con su propio cuerpo y se aferra hasta que Shou-Lao se derrumba y muere, en el proceso quema una marca de dragón en la suya pecho. Después de haber matado a Shou-Lao, él entra en su cueva y hunde sus puños en un brasero que contiene el corazón fundido de la criatura, emergiendo con el poder del Puño de Hierro. Más tarde se revela que Danny es parte de un largo linaje de Puños de Hierro.
Cuando K'un L'un reaparece en la Tierra después de 10 años, Danny se va para encontrar al asesino de su padre. Al regresar a Nueva York, Danny Rand, vestido con el atuendo ceremonial del Puño de Hierro, busca a Harold Meachum, ahora jefe de Industrias Meachum. Después de superar una serie de intentos en su vida, se enfrenta a Meachum en su oficina, solo para encontrar al hombre sin piernas, una amputación llevada a cabo cuando, después de abandonar a Danny y su madre, quedó atrapado en nieve y sus piernas se congelaron.
Meachum acepta su destino y le dice a Puño de Hierro que lo mate. Superado con lástima, Puño de Hierro se aleja. En ese momento, Meachum es asesinado por un misterioso ninja, y su hija Joy culpa a Puño de Hierro por su muerte. Finalmente, Puño de Hierro borra su nombre y comienza una carrera como superhéroe, ayudado por sus amigas, Colleen Wing y Misty Knight, enamorándose de esta última. Los adversarios notables en su carrera temprana incluyen Dientes de Sable, el misterioso Maestro Khan (a quien sirvió el ninja que mató a Meachum), y la Serpiente de Acero, el hijo exiliado de Lei Kung, que codiciaba el poder del Puño de Hierro.

### Héroes de Alquiler
Mientras trabaja encubierto, Misty Knight se infiltra en la organización del señor del crimen John Bushmaster. Cuando Bushmaster descubre la traición de Knight, secuestra a Claire Temple y Noah Burstein, asociados cercanos de Luke Cage, conocido como Power Man, y los mantiene como rehenes para obligar a Cage a eliminar a Knight. Puño de Hierro está a mano para detenerlo, sin embargo, después de una batalla, sale la verdad. Rand ayuda a Cage y las Hijas del Dragón (Knight y Wing) a luchar contra Bushmaster, rescatar a Temple y Burstein, y obtener pruebas que demuestren la inocencia de Cage de los cargos previos de narcotráfico. Después, Puño de Hierro y Power Man se convierten en socios, formando Héroes de Alquiler, Inc.
Puño de Hierro, en su identidad secreta de Danny Rand, retoma el control de la fortuna de sus padres como la mitad de Rand-Meachum, Inc., haciéndolo bastante rico. Esto causa tensión entre Rand y Cage, que se crio pobre.
La asociación de Power Man y Puño de Hierro termina con Rand contrayendo cáncer y siendo secuestrado como parte de un plan planeado por el Maestro Khan. Justo antes de una batalla con el Dragón Negro Chiantang (el hermano del mítico Rey Dragón), Danny es reemplazado por un doppelgänger creado por el H'ylthri extradimensional. El Capitán Hero mata al doble (que viste una variante roja del disfraz de Puño de Hierro) poco tiempo después. Cage, ahora el principal sospechoso de la aparente muerte de Rand, se convierte en un fugitivo.

### Resurrección
Mientras está en estasis en K'un-L'un con H'ylthri, Puño de Hierro logra enfocar su chi, curando el cáncer. Más tarde, Namor lo libera de la inmovilización.
Rand y Cage reforman a Héroes de Alquiler, Inc. con un equipo ampliado, esta vez trabajando para la Corporación Oráculo de Namor. Namor finalmente disuelve Oráculo y Héroes de Alquiler, Inc.
Puño de Hierro, luego pierde sus poderes ante Junzo Muto, el joven líder de La Mano, y posteriormente se convierte en el guardián de una manada de dragones desplazados en Tokio. Sus poderes finalmente son restaurados por Chiantang, quien lava el cerebro con el Puño de Hierro y lo obliga a luchar contra la Pantera Negra. Pantera Negra puede liberar a Puño de Hierro del control de la criatura, y los dos trabajan juntos para derrotar al Dragón Negro en Wakanda.
En la miniserie de Iron Fist, Miranda Rand-K'ai también regresa de entre los muertos. Los H'ylthri la reviven y prometen devolverla a su vida plena si recupera el artefacto extradimensional conocido como la Llave del Zodíaco. Con este fin, toma la identidad de Death Sting, y la pone en conflicto con Puño de Hierro y con S.H.I.E.L.D. Cuando los H'ylthri intentan matar a Puño de Hierro, Miranda vuelve el poder de la Llave del Zodíaco contra ellos, aparentemente matándose a sí misma en el proceso. Sin embargo, la exposición a productos químicos de las vainas H'ylthri evitó su muerte.

### Posando como Daredevil
Rand se disfraza de Daredevil para convencer a los medios y al público de que Matt Murdock no es el vigilante enmascarado.
Durante Civil War, se opone a la Ley de Registro de Superhumanos, uniéndose al Capitán América mientras todavía pretende ser Daredevil. Rand es aprehendido por las fuerzas de Pro-Registro. Luego es liberado de la Prisión de la Zona Negativa, uniéndose al equipo del Capitán América para luchar contra las fuerzas de Iron Man.

### Nuevos Vengadores
Después del arresto del Capitán América, Rand se une a los Nuevos Vengadores, un grupo clandestino provisto de alojamiento seguro por el Doctor Strange y que incluye a su excompañero de equipo Luke Cage. En el ojo público, Rand puede evitar el arresto con vacíos legales. Rand deja a los Nuevos vengadores debido a una variedad de problemas, pero les hace saber si alguna vez necesitan que él lo llame. Más tarde ayuda a los Nuevos Vengadores a localizar y rescatar a Cage de Norman Osborn después de que sufrió un ataque al corazón y fue sumariamente detenido como un fugitivo.

### El Inmortal Puño de Hierro
Orson Randall, predecesor inmediato de Danny Rand, busca a Danny Rand en Nueva York y le da El libro del Puño de Hierro, un libro sagrado que supuestamente contiene todos los secretos de kung-fu de Puños de hierro anteriores, que según Randall será necesario si Rand es para competir con éxito en el próximo torneo de los Siete Campeones. La Serpiente de Acero, cuyos poderes han sido aumentados en gran medida por Madre Grulla, despacha a Randall. Al borde de la muerte, Randall entrega su chi a Rand, dándole suficiente poder para luchar contra la Serpiente hasta detenerla. Después de la batalla, Rand es convocado por su maestro, Lei Kung (que también es el padre de Serpiente de Acero) para competir en un torneo que decidirá el ciclo según el cual cada una de las Siete Ciudades del Cielo aparece en la Tierra. Sin embargo, los líderes de las Siete Ciudades habían erigido secretamente pasarelas entre la Tierra y cada ciudad sin el conocimiento de la población. La corrupción de los líderes de las Siete Ciudades del Cielo estimula a Puño de Hierro, Lei Kung, la hija de Orson Randall y John Aman a planear una revolución. Puño de Hierro descubre que Madre Grulla y Xao, un agente de alto rango de HYDRA, planean destruir K'un Lun utilizando un portal. Al enterarse de la trama, Serpiente de Acero ayuda a Rand y las otras armas Inmortales a vencer a Xao.
Rand destruye el tren destinado a destruir K'un-L'un extendiendo su chi para encontrar el campo electromagnético del tren. Mientras tanto, la revolución orquestada por Lei Kung y la hija de Orson resulta exitosa, con Nu-an, el Yu-Ti de K'un Lun huyendo aterrorizado. Cuando Rand se enfrenta a Xao, Xao revela que hay una octava ciudad del cielo antes de suicidarse. Rand sugiere a Lei Kung como el nuevo Yu-Ti, con la hija anónima de Orson como el nuevo Thunderer.
Después de enterarse de que la fortuna de Randall que comenzó Rand International se formó a partir de la opresión de las Ciudades del Cielo, Rand decide transformar la compañía en una organización sin fines de lucro, dedicada a ayudar a los pobres. También instala el Thunder Dojo en Harlem para ayudar a los niños del centro de la ciudad, compra el antiguo edificio Heroes for Hire como la nueva sede internacional de Rand, y su nuevo hogar, mientras ofrece a Luke Cage un puesto en la empresa. También intenta volver a conectarse con Misty Knight. Rand en su cumpleaños número 33 aprende que todos y cada uno de los Puños de Hierro anteriores murieron a la edad de 33 años, excepto Orson Randall, quien desapareció al mismo tiempo.
Poco después, Rand es atacado y derrotado por Zhou Cheng, un sirviente de Ch'l-Lin, que afirma haber matado a los Puños de Hierro para entrar en K'un Lun y devorar el huevo que nace el próximo Shou-Lao el Inmortal cada generación, borrando así el legado de Puño de Hierro de K'un Lun. Luke, Misty y Colleen llegan y salvan a Rand. Rand tiene su hombro dislocado durante una segunda batalla con Cheng, pero se las arregla para derrotar a Cheng, incluso en su estado debilitado. Después del duelo, llegan las Armas Inmortales, Luke, Colleen y Misty, y le revelan a Rand que han descubierto un mapa en el departamento de Cheng que conduce a la Octava Ciudad del Cielo. Rand y los demás se dan cuenta de que aquí es donde se originó Ch'l-Lin, y parten hacia la Octava Ciudad.
En la Octava ciudad se encuentra con Quan Yaozu, el primer Puño de Hierro, quien se desilusionó con K'un Lun y se levantó para gobernar la Octava Ciudad como Changming. Rand y Fat Cobra logran derrotar a Quan. Las acciones de Rand durante sus batallas impresionan a Quan, quien decide que Rand puede ser la prueba viviente de que K'un Lun no es la ciudad corrupta que alguna vez fue. Rand y Davos acuerdan guiar a Quan a K'un Lun y organizar una reunión entre él y Lei-Kung para darle a Quan un foro para sus agravios.
Sin embargo, cuando Rand regresa a Nueva York, encuentra una célula de HYDRA esperándolo en Rand International, buscando venganza por la muerte de Xao, y manteniendo a Misty como rehén. En la batalla subsiguiente, Rand Int. es destruido, pero Rand y Misty escapan ilesos. Ahora se queda con solo una fracción de su valor neto anterior, Rand y Misty compran un nuevo condominio en Harlem, y Rand decide concentrar toda su atención y recursos restantes en el Thunder Dojo. Mientras se muda a su nuevo hogar, Rand le pide a Misty que se case con él. Inicialmente escéptica de la oferta, Misty acepta y revela que está embarazada del hijo de Rand.

### La Reforma de los Vengadores
En las consecuencias del Siege, Rand se une a la recién reformada de Nuevos Vengadores. Después de enterarse de que el embarazo de Misty era falso, Misty y Danny deciden mudarse de su apartamento y vivir por separado, pero continuará su relación.
Danny más tarde tiene un encuentro con alguien que se conoce con el nombre de Power Man. Él y Luke Cage descubrir que, el hombre nuclear es Víctor Álvarez, sobreviviente de un edificio que Bullseye explotó. Puño de Hierro se convierte en el nuevo mentor de Power Man y los dos se convierten en un equipo.
Durante la historia de Fear Itself, Puño de Hierro y las Armas Inmortales son convocadas a Beijing para cerrar las puertas de la Octava Ciudad que están a punto de abrirse. Sin embargo, Danny queda bajo control mental lo que crea una interferencia mística con la habilidad de las Armas Inmortales para cerrar la puerta. Luego se ve obligado a luchar contra sus aliados. Gracias a que War Machine lo noqueó, la misión se completó con éxito. Sin embargo, el Doctor Strange se da cuenta de que Puño de Hierro es ahora un Arma Inmortal de Agamotto.
Puño de Hierro y Lei Kung llevan a Hope Summers a K'un Lun para entrenar como un Puño de Hierro, con el fin de vencer a los X-Men poseídos por Fénix.

### Marvel NOW!
En la era de Marvel NOW!, Puño de Hierro se une a Luke Cage como Héroes de Alquiler, habiendo sido empleado por Boomerang para arrestar a sus antiguos colegas en los Seis Siniestros.
Durante la historia de "Imperio Secreto", Puño de Hierro se convirtió en miembro de los Defensores junto a Daredevil, Luke Cage y Jessica Jones. Junto a Cloak y Dagger, el Doctor Strange y Spider-Woman lucharon contra el Ejército del Mal durante el ascenso de Hydra al poder, donde fueron derrotados por Nitro. Puño de Hierro y los que estaban con él quedaron atrapados en la cúpula de Fuerza Oscura por Blackout cuando sus poderes fueron mejorados por el Barón Helmut Zemo utilizando el Darkhold.
Durante la historia de "Hunt for Wolverine", Iron Fist cuidó a Danielle Cage mientras Luke y Jessica estaban lejos ayudando a Iron Man y Spider-Man a buscar el cuerpo de Wolverine después de que desapareció de su lugar de descanso privado. Después de que la misión terminó, Luke y Jessica agradecieron a Puño de Hierro por cuidar a Danielle.

## Poderes y Habilidades
Hundiendo sus puños en el corazón derretido del dragón Shou-Lao el Inmortal infundió la energía sobrehumana del dragón en Rand. Esto, junto con ser entrenado por Lei Kung the Thunderer, le dio a Rand el poder del Puño de Hierro, permitiéndole convocar y enfocar su energía chi (también llamada energía natural o energía de fuerza vital) para mejorar sus habilidades naturales a niveles extraordinarios. Su fuerza, velocidad, resistencia, durabilidad, agilidad, reflejos y sentidos se pueden intensificar enormemente.
Él es capaz de concentrar su propio chi y la energía sobrehumana del corazón de Shou-Lao en su mano, manifestándose como un resplandor sobrenatural alrededor de su mano y su puño. Tan concentrado, este "puño de hierro" puede golpear con dureza e impacto sobrehumanos, mientras que su mano se vuelve impermeable al dolor y las heridas. Sin embargo, convocar el poder requerido por esta hazaña deja a Rand drenado física y mentalmente, incapaz de repetir el acto por un tiempo, siempre y cuando un día entero en ciertos casos, aunque después de años de usar la habilidad, se haya vuelto menos agotador.
Él puede enfocar su chi hacia dentro para curarse a sí mismo o hacia afuera para sanar a otros de la lesión, así como para darse sentidos psíquicos y fusionar telepáticamente su conciencia con otra persona.
Rand también es un habilidoso acróbata, gimnasta y maestro de todas las artes marciales de K'un Lun, así como varios estilos de pelea de la Tierra, incluyendo Shaolin Kung Fu, Aikido, Fujian White Crane, Judo, Karate, Muay Thai, Ninjutsu y Wing Chun.

## Otros personajes llamados Puño de Hierro
Esta sección enumera las otras personas que han sido llamadas Puño de Hierro:

### Fongji
Hace siglos, el Yu-Ti Nu-An tuvo un sueño recurrente que asociaba a una chica pelirroja con el Fénix y un dragón. Más tarde encuentra a una chica pelirroja a juego llamada Fongji en las calles de K'un-L'un y la ha entrenado como el Puño de Hierro. Nu-An pide que Leonardo da Vinci venga a K'un-L'un para ayudar a proteger al mundo contra la llegada del Fénix; Mientras tanto, Fongji está sometido a un entrenamiento duro, que finalmente manifiesta los poderes de Phoenix. Nu-An le ordena que luche contra el dragón Shao-Lao según lo establecido por el ritual del Puño de Hierro. Fongji tiene éxito en su prueba y se convierte en el Puño de Hierro, poco antes de que Da Vinci vea que el Fénix viene hacia la Tierra. Fongji puede vincularse con el Fénix y mantenerse en control de sí misma, pero siente que la Tierra todavía no está lista para su evolución y se marcha.

### Fan Fei
En 1,000,000 aC, una nativa de K'un-Lun llamado Fan Fei nació en la Casa del Loto Verde y se había fascinado con los hombres de las cavernas que vivían fuera de K'un-Lun; Yendo tan lejos como para entrenar a algunos de ellos en secreto. Después de que ella estuvo expuesta, Fan Fei fue encadenada y obligada a ver cómo Lei Kung le daba de comer a sus estudiantes a Shou-Lou. Cuando ella estalló, con la esperanza de que ella muriera luchando contra Shou-Lou, Fan Fei le dio un puñetazo al tatuaje del dragón en su pecho y ganó sus poderes. Lei Kung había exiliado a Fan Fei de K'un-Lun, creyendo que Shou-Lou estaba muerta, y ella viajó por el mundo; luchando contra los Deviants y el Clan Gorgilla de Man-Apes en el camino. Fan Fei fue abordada por Mefisto que quería que usara sus poderes para conquistar la Tierra, pero ella se negó. En respuesta, Mephisto otorgó sus regalos al Clan Gorgilla. Después de una pelea con Fan Fei, Mephisto llevó al Rey de los Monos del clan Gorgilla a la Gema infinita de poder, que solía luchar contra Fan Fei nuevamente. Después de recuperarse, Fan Fei se encontró en la entrada de K'un-Lun. Lei Kung afirma que su sentencia fue incorrecta, ya que se enteraron de que Shou-Lou era inmortal y que quería llevarla a casa. Sin embargo, ella se negó, afirmando que la Tierra era su hogar y que sus peleas aquí son solo el comienzo.
Fan Fei se unió más tarde con Agamotto, Lady Phoenix, Odín y las versiones de la Edad de Piedra de Pantera Negra, Ghost Rider y Star Brand para luchar contra un Celestial llamado The Fallen. Continuaron para derrotarlo y sellarlo bajo tierra en lo que más tarde se convertiría en Sudáfrica.

### Bei Bang-Wen
En algún momento de mediados del siglo XIX, un Puño de Hierro conocido como Bei Bang-Wen desarrolló una técnica de Puño de Hierro conocida como la Mente de Estrategia Perfecta, que le permitió usar el chi de Shou-Lou de formas más intelectuales, pero también lo dejó demasiado confiado. En 1860, Bei ayudó a los chinos contra las fuerzas británicas y francesas durante la segunda guerra del Opio. A pesar de formar un escenario para acabar con decenas de miles de soldados enemigos en los Fuertes Taku, Bei y sus aliados chinos fueron derrotados en los Fuertes Taku y Bei fue hecho prisionero. Después de entablar amistad con su compañero cautivo y guerrero mítico Vivatma Visvajit, los dos escaparon de la prisión y viajaron a la tierra natal de Vivatma, Birmania, donde fueron emboscados por el asesino que drena la energía, Tiger Jani. Bei y Vivatma derrotaron a Jani con sus poderes de Puño de Hierro y Brahman despertados, respectivamente. Bei, física y mentalmente agotado, regresó a su casa en K'un-Lun, renunció a sus poderes para que el ciclo del Puño de Hierro pudiera comenzar de nuevo y tomó una esposa que le dio trece hijos..

### Kwai Jun-Fan
El sucesor de Bei Bang-Wen del Puño de Hierro, Kwai Jun-Fan, se aventuró al Salvaje Oeste de Texas alrededor de 1878 d. C., donde fue asesinado por Zhou Cheng bajo la influencia de Ch'i-Lin.

## Otras versiones

### MC2
Puño de Hierro apareció en las páginas de Spider-Girl # 24, en la que se jubila después de la muerte de Misty Knight (su esposa en este universo). Sin embargo, regresa temporalmente al vestuario para ayudar a Spider-Girl contra el poder de Dragon Fist.

### Marvel Zombies
Iron Fist se muestra dos veces en la batalla durante la miniserie Marvel Zombies. Se lo puede ver en varios paneles de bienvenida, así como ser mordido por una versión zombi de Luke Cage, y volver a abrir un agujero a través de un gato negro zombificado y ser mordido nuevamente, aparentemente evitando la infección a través de sus habilidades de curación. Aparece un Puño de Hierro diferente en Marvel Zombies Return en un universo alternativo donde no se ve afectado por el brote zombi hasta que el Wolverine del universo Marvel Zombies lo mate con sus garras.

### Ultimate Marvel
Daniel Rand ha aparecido en Ultimate Spider-Man. Su primera aparición en el universo Ultimate fue en Ultimate Spider-Man # 1/2. Más tarde, apareció en el argumento de Warriors (números # 79-85) junto con Shang-Chi, Caballero Luna, y otros. Él reaparece en el arco de Ultimate Knights, como miembro de un equipo dirigido por Daredevil que intenta derribar Kingpin. En Ultimate Spider-Man # 107, sin embargo, aparentemente traicionó al grupo al Kingpin. Daredevil ha descubierto el engaño y finaliza el número # 109 exigiendo respuestas de Rand. En el número 110, Puño de Hierro revela que tiene una hija y Kingpin amenazó su vida, por lo que eligió la vida de su hija por sobre la de Daredevil, y el resto de los héroes que se unieron para derribar Kingpin. Él distrajo a Kingpin mientras Daredevil agarró a la esposa de Kingpin. Rand fue visto por última vez con su hija y la madre de su hija, Colleen Wing.

### Casa de M
En la realidad de la Casa de M, Daniel Rand emerge de K'un-Lun, sin darse cuenta del planeta dominado por mutantes. Él es atacado por la policía mutante, y finalmente se une al Movimiento de Resistencia Humana de Luke Cage.

### Tierra-13584
En la dimensión de bolsillo de A.I.M. de Tierra-13584, Iron Fist aparece como miembro de la pandilla de Spider-Man.

### Deadpool 2099
Iron Fist es uno de los pocos héroes que sigue vivo en 2099, es conocido como el "Defensor de las calles" y ahora lidera un gran grupo de artistas marciales para continuar sus actividades de vigilancia. Deadpool solicita su ayuda para ayudar a lidiar con la hija de Wade, Warda, y Rand acepta ayudar a su amigo vivo más viejo.

## En otros medios

### Televisión

#### Animación
- Puño de Hierro aparece en El Escuadrón de Superhéroes, con la voz de Mikey Kelley. En el episodio Super Mocosa en el equipo Héroes de Alquiler (también llamado Héroes a sueldo) junto con Luke Cage y Misty Knight donde les habían contratado por una niña con un fractal en la diadema para buscar a su papá que es lo que termina haciendo el escuadrón para que les den el fractal y no lo lleve el Dr. Destino.

- Aparece en los capítulos de la segunda temporada de The Avengers: Earth's Mightiest Heroes, con la voz de Loren Lester repitiendo su papel de Ultimate Marvel vs Capcom 3. En el episodio "Quién se robó al Hombre Hormiga", Él y Luke Cage son contratados por Henry Pym para recuperar su traje de Ant-Man robado por un ladrón que lo utiliza en robar bancos. El personaje aparece más tarde en los episodios "Chaqueta Amarilla", "Nuevos Vengadores" y "Vengadores Unidos".

- Una versión adolescente de Puño de Hierro aparece como uno de los personajes principales de Ultimate Spider-Man[52] con la voz de Greg Cipes.[53] Él es retratado como mejor amigo de Luke Cage y a menudo expresa sus opiniones a través del contado de proverbios acorde a la situación dada. Danny es vegetariano, practica meditación y está bien versado en las artes marciales. A pesar de la gran riqueza de Danny mediante la compañía de su padre, la Rand Corporation, optó por vivir una vida sencilla entre sus amigos como parte de su entrenamiento. Habiendo completado la mayor parte de su formación en K'un-Lun, Danny se unió a S.H.I.E.L.D. para hacer un mejor uso de sus habilidades y adquirir experiencia más mundana:
  - En la primera temporada, él es como un agente de campo, que se asoció con Power Man, White Tiger, Nova, y más tarde, Spider-Man como líder del equipo que también asistía a la escuela con ellos.
  - Aparece en la segunda temporada, y en "La Travesía de Puño de Hierro", se revela que Danny es el siguiente en la línea para ser el Rey de K'un-Lun. Durante una prueba final, con la ayuda de Spider-Man, Danny demostró ser digno del trono, y también obtuvo el poder de usar el Puño de Hierro en ambas manos simultáneamente, cuando se enfrentó al Escorpión, quién traicionó las artes por su avaricia. Este es también el primer episodio para hacer una mención de la Rand Corporation.
  - Aparece en la tercera temporada, y en el episodio "Capa y Daga", Puño de Hierro cambia su vestimenta con el poder de Daga al mostrarle la luz para salvarlo, e hizo lo mismo con White Tiger.
  - Regresa en la cuarta temporada, incluyendo en el episodio, "Regreso al Univers-Araña, Parte 1", cuando Puño de Hierro lleva a Spider-Man y Chico Arácnido a K'un-Lun donde Nick Fury y Madame Web están actualmente escondidos para que puedan enviar a Spider-Man y Chico Arácnido a los diferentes universos de reconstruir el Sitio Peligroso. El mismo episodio mostró una versión de Puño de Hierro, que es un vampiro que es leal al Rey Lagarto. Usando una combinación del fragmento Peligroso y una luz UV, Spider-Man, Chico Arácnido y Blood Spider fueron capaces de curar a todos de la cepa vampiro. En "Los Destructores de Arañas, Pt. 3", después que Nova ataca a Araña Escarlata porque supo que él fue el espía del Doctor Octopus por revelarle la identidad de Spider-Man y de poner en peligro a la academia S.H.I.E.L.D. y a la Tía May, él junto con Power Man y Chica Ardilla atacan a los Spider-Slayers y al detenerse, con el Agente Venom están en contra de Escarlata por sus malas acciones que merece ser encerrado de por vida, antes de que su energía fuera drenada por Kaine. En el final, "Día de Graduación, Pt. 1 y 2", él, Power Man, Nova y White Tiger están con Spider-Man por última vez para encontrar al Doctor Octopus y en proteger a la tía May, quién los alojó en su casa hace tiempo y sería personal, van a la primera guarida de Ock y se enfrentan al Escorpión y Calavera que se convierte en el nuevo Lagarto, y los derrotan fácilmente. Luego es atrapado con los otros en un campo de fuerza en el Triskelión en una trampa de Ock y al final es liberado por Spider-Man.
- Puño de Hierro aparece en Avengers: Secret Wars, con la voz de Greg Cipes nuevamente.[54] Estaba en K'un-Lun en el momento en que Beyonder lo arrebató de la Tierra y solía hacer Battleworld. Puño de Hierro era reacio a dejar que Pantera Negra y Falcon en reclamar la espada de Heimdall debido al hecho de que se utilizó para sellar a Drácula. Cuando Drácula es liberado, Puño de Hierro les ayuda a luchar contra Drácula y sus fuerzas incluso cuando se descubrió que un simbionte de Venom ha poseído a Drácula. Después de que Drácula es repelido, Puño de Hierro planea ir en perseguir a Drácula y evitar que llegue a la ubicación del Battleworld donde habitan más simbiontes.

#### Marvel Cinematic Universe
- El 17 de marzo de 2017 se estrena su serie propia en el canal Netflix, interpretado por el actor Finn Jones, conocido por su papel como Loras Tyrrel en la serie de HBO Game of Thrones.[cita requerida]
  - Protagoniza una serie basada en el personaje Iron Fist.[55][56] mientras que su yo más joven es interpretado por Toby Nichols. En la temporada 1, a una edad temprana, tuvo una amistad con Ward Meachum y Joy Meachum cuando ambos padres dirigieron Rand Enterprises. Después de un accidente aéreo planeado por Harold Meachum, Danny sobrevive y es rescatado por algunos monjes en K'un-Lun, donde es entrenado por ellos. Años más tarde, regresa a la ciudad de Nueva York donde planea recuperar la compañía de su familia, donde se alía con Colleen Wing y descubre un malvado plan de La Mano.
  - En el 2017, Jones volverá repetir su papel en Los Defensores.[57] Cuando la Mano pone en marcha sus planes que implican la recolección de los huesos de dragón que están debajo de Manhattan, Rand se une a Daredevil, Jessica Jones y Luke Cage para luchar contra ellos.
  - Jones repite su papel en la segunda temporada de Luke Cage en el episodio "The Main Ingredient", donde ayuda a Cage a buscar a Bushmaster y Tilda Johnson.[58]
  - En la temporada 2 de Iron Fist, protege Nueva York a manos de Daredevil cuando su ego lo pone a prueba, hasta que su poder fue arrebatado por Davos, quién era su hermano en K'un-Lun, para usarlo en asesinar a los criminales de Nueva York. Rand se alía con su novia Colleen y con Misty Knight en detener a Davos y a Mary Walker, sobre sus problemas de personalidad. Danny decide darle su poder a Colleen para ser la nueva Iron Fist. Al final, se embarca en una aventura con Ward a Japón sobre los misterios del Iron Fist, y al enfrentar a unos mafiosos, se descubre que su poder del Iron Fist lo recupera al combinarlo con dos pistolas en sus manos.
- Una versión joven de Kwai Jun-Fan, de un universo alternativo, aparece en el episodio de la serie What If...?, "What If... 1872?" (2024), con la voz de Allen Deng.[59]
- Jorani, una portadora del Iron Fist de la China del siglo XV, aparece en la serie animada Eyes of Wakanda (2025), con la voz de Jona Xiao.[60][61]

### Videojuegos
- Aparece como un personaje no jugable en el videojuego de 16 bits Spider-Man y Venom: Maximum Carnage (1994), que se lanzó para las plataformas Super NES y Genesis.
- Aparece como personaje jugable en el videojuego Ultimate Marvel vs. Capcom 3.
- Aparece como personaje jugable en el videojuego Marvel Heroes 2016.
- Aparece como personaje jugable en el videojuego Marvel Contest of Champions.
- Aparece como personaje jugable en Marvel Future Fight.
- Aparece como un personaje jugable en Spider-Man: Friend or Foe, con la voz de John Rubinow. Él es representado como un agente de S.H.I.E.L.D. que desapareció cuando estaba en la isla de Tangaroa. Después de que Iron Spin es rescatado de los PHANTOM por Spider-Man, se une a él en su búsqueda.
- Aparece como un personaje jugable en el videojuego Marvel Ultimate Alliance 2.
- Aparece como un personaje jugable en el videojuego Lego Marvel Avengers.
- Aparece como un personaje jugable en el videojuego Lego Marvel Super Heroes.
- Aparece como un cameo en Marvel vs. Capcom: Infinite, en la cual está en un escenario de la ciudad donde se ve un anuncio de él enfrentándose a Ken Masters.
- Aparece como un personaje jugable en el videojuego Lego Marvel Super Heroes 2
- Aparece como carta jugable en el juego de cartas Marvel Snap
- Aparece como un personaje jugable en el videojuego Marvel Rivals.